# Microhierax
Genre
Microhierax est un genre d'oiseaux de la famille des Falconidae.
Il peuple les plaines et les collines d'Asie et se nourrit d'oiseaux et d'insectes.

## Liste d'espèces
Selon la classification de référence du Congrès ornithologique international (version 2.8, 2011) :
- Microhierax caerulescens (Linnaeus, 1758) – Fauconnet à collier
- Microhierax fringillarius (Drapiez, 1824) – Fauconnet moineau
- Microhierax latifrons Sharpe, 1879 – Fauconnet de Bornéo
- Microhierax erythrogenys (Vigors, 1831) – Fauconnet des Philippines
- Microhierax melanoleucos (Blyth, 1843) – Fauconnet noir et blanc